# Ongeval met dodelijke afloop
Ongeval met dodelijke afloop is een hoorspel van Rolf Schneider. Anatomie eines Unfalls werd op 11 mei 1966 door de Rundfunk der DDR uitgezonden en op 27 maart 1968 door de Südwestfunk. Het werd vertaald en bewerkt door Anne Ivitch. De VARA zond het uit op zaterdag 9 november 1968. De regisseur was Jan C. Hubert. Het hoorspel duurde 49 minuten.

## Rolbezetting
- Paul van der Lek (de ondervrager)
- Harry Bronk (de voorbijganger)
- Frans Somers (de dokter)
- Tonny Foletta (de pompbediende)
- Jan Wegter (de personeelschef)
- Huib Orizand (de werkbaas)
- Rudi West (de arbeider)
- Johan te Slaa (de vader)
- Jan Verkoren (de verlaten echtgenoot)
- Elisabeth Versluys (de vrouw)
- Jan Borkus (meneer Schimmel)
- Hans Veerman (de broer)

## Inhoud
Bij een verkeersongeval wordt een jongeman gedood. Een alledaags voorval dat eigenlijk kan geklasseerd worden, maar de "spreker", een zoeker naar de waarheid zonder egoïstische beweegredenen, is deze mening niet toegedaan. Objectief, koel en vastberaden interviewt hij personen die contact hadden met de verongelukte: vrienden en verwanten, collega’s en chefs. Uitkomst: het voorval was toch niet zo "alledaags" als het er had uitgezien…